# Montipora millepora
Espèce
Statut de conservation UICN

 LC  : Préoccupation mineure
Statut CITES
Montipora millepora est une espèce de coraux appartenant à la famille des Acroporidae.